# Scaphioides
Scaphioides là một chi nhện trong họ Oonopidae.